# Bopæl
En bopæl betegner i juridisk henseende det sted, en person er registreret som bosiddende.
Bopæl har statsretlig betydning, idet nemlig en persons bosættelse i en stat, til hvilken vedkommende ikke ved fødslen er knyttet, vil skaffe ham eller hende rettigheder og ligeledes pådrage vedkommende forpligtelser, som et rent midlertidigt ophold i samme stat ikke er i Stand til at fremkalde. Ved at bosætte sig i et land forstås at tage ophold på en måde, der viser vilje til at slå sig til ro i landet for bestandig eller i alt fald for en ubestemt længere tid. Under den ubestemthed, der knytter sig til dette begreb, har imidlertid danske love, lige såvel som mangfoldige andre landes, i adskillige tilfælde foretrukket at lægge vægten på bestemte tidsrum og på disse alene.
Som virkninger, der efter dansk ret indtræder umiddelbart ved bosættelsen og kun ved denne, kan dog endnu nævnes, at bosættelse i Danmark ifølge mange traktaters ordlyd vil sikre mod udlevering for begaaede forbrydelser, samt at enhver her bosat uformuende kan få sine børn gratis undervist i dansk folkeskole. På den anden Side vil en fremmed ved bosættelse i Danmark blive dansk værnepligt undergivet for så vidt ikke en overenskomst med en fremmed stat eller undersåtligt forhold til en sådan er til hinder derfor og vil blive at henregne til de i straffelovens bestemmelser omhandlede "her hjemmehørende undersåtter" og vil efter omstændighederne pådrage sig skattepligt og andre statslige eller kommunale byrder og ombud. Ligeledes vil en person med fast bopæl kunne gives valgret og valgbarhed til fx kommunalvalg.
Som følge af de økonomiske og juridiske rettigheder en person måtte nyde i kraft af sin bopæl kan der i visse tilfælde pålægges vedkommende en særlig bopælspligt.